# Елизабет фон Брауншвайг
Елизабет Брауншвайгска (на немски: Елизабет von Braunschweig; * 1235, † 27 май 1266) от фамилията Велфи, е чрез женитба римско-немска кралица (1252 – 1256).

## Биография
Тя е третата дъщеря на Ото Детето (1204 – 1252), херцог на Брауншвайг-Люнебург , и съпругата му Матилда от Бранденбург (1210 – 1261) от фамилията Аскани, дъщеря на Албрехт II, маркграф на Бранденбург.
Елизабет се омъжва през 1252 г. за Вилхелм II Холандски (1228 – 1256) от род Герулфинги, граф на Холандия, от 1248 до 1254 г. римско-немски геген-крал и от 1254 г. римско-немски крал. Те имат две деца. След четири години нейният съпруг умира. Кралица Елизабет живее още десет години и е погребана в абатската църква на Миделбург. Нейният съпруг, който преди това е погребан в Хоогвоуд е преместен през 1282 г. в Миделбург.

## Деца
- Флоренс V (1254 – 1296), граф на Холандия, женен за Беатриса († 1296), дъщеря на граф Гуидо I от Фландрия[2]
- Мехтхилд (* 1256)